# Локшина

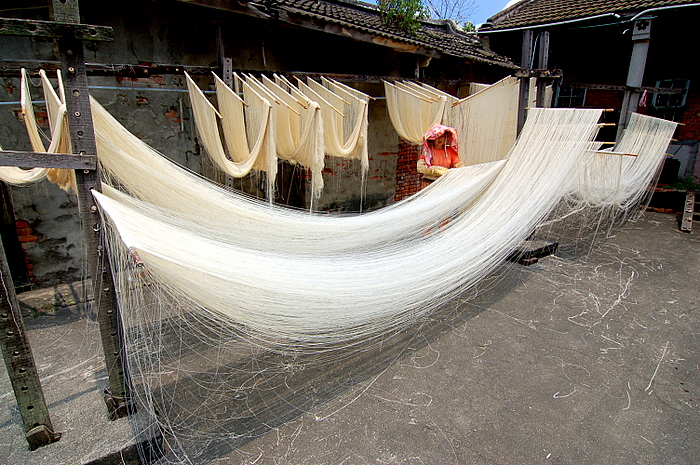
Сушіння свіжоприготованої локшини на Тайвані

Ло́кшина — різновид макаронних виробів, який являє собою довгі та вузькі смужки тіста. Виготовляється з пшеничного або рисового борошна, замішаного на воді. Деякі сорти можуть вміщувати різноманітні домішки, наприклад, яйця або яєчний порошок (яєчна локшина). У промисловому виробництві локшини використовуються локшинонарізні машини або преси, сушіння виконується нагрітим до 80–90 °C повітрям.
Готують локшину шляхом варіння в окропі.
Одним з видів локшини є локшина швидкого приготування, яка не потребує варіння.
Батьківщиною локшини вважають Китай (найдавніші археологічні знахідки датують II тисячоліттям до н. е.), звідки вона поширилася усім Старим Світом.

## Локшина у національних кухнях
- Нарин — в узбецькій кухні.
- Кесме — в турецькій кухні.
- Рамен, удон, сомен, соба — в японській кухні.
- Даньдань — в китайській кухні.
- Рисова вермішель

## Переносні значення
- Локшина — жаргонна назва однопарного телефонного дроту типу ТРП або ТРВ (телефонний розподільчий дріт).
- Сталий вираз «вішати локшину на вуха» означає говорити неправду або вводити в оману.[5]